# ワシントングループホテル
ワシントングループホテル (Washington Group Hotels) は、藤田観光株式会社が展開するワシントンホテルチェーンと、ワシントンホテル株式会社が展開するワシントンホテルプラザチェーンを合わせた名称である。なお、「ワシントンホテル」の商標は、両社が共同出願し相互に所有している（第3064645号ほか）。 

## 概要
もともとはワシントンホテルチェーンという1つのチェーンだったが、1997年（平成9年）2月1日にワシントンホテルチェーンとワシントンホテルプラザチェーンが分裂したため、提携関係を示すためにこの名称ができた。その後も両社では「ワシントンカード」の名称で、共同でポイントカードシステムを運営していたが、藤田観光のメンバーシップ制度見直しに伴い、2012年（平成24年）2月29日限りで藤田観光のワシントンホテルチェーンではワシントンカードの取り扱いを打ち切り、両チェーンの関係は完全に絶たれた。
しかし、2020年の新型コロナウィルスの感染拡大に伴うホテル需要の大幅減少を背景に、再び両社は提携し、それぞれの宿泊システム会員の相互利用を進めることになった。
共通イメージキャラクターには相沢紗世（2007年 - ）を起用していた。

## 両チェーンとも店舗がない府県
両チェーンの関係が絶たれた2012年2月時点。

### 全く出店したことがない地域
茨城県、三重県、滋賀県、京都府、和歌山県。
また、岩手県、群馬県、山口県は県庁所在地に出店したことがない（それぞれ北上市 (閉鎖)、高崎市、下関市に出店）。

### 過去に出店していた地域
●はワシントンホテルチェーン、▼はワシントンホテルプラザチェーンが出店していた。
秋田県●、岩手県●、宮城県●、栃木県●、長野県▼、富山県▼、石川県▼、福井県●、広島県●▼、高知県▼、大分県▼、宮崎県▼、長崎県●。
その後北海道●、青森県●、静岡県▼、香川県▼、愛媛県▼、佐賀県▼、沖縄県●で消滅している。
なお、宮城県と広島県は2013年にワシントンホテルチェーンが再進出した。また、北海道は2022年にワシントンホテルプラザチェーンが進出している。

## 両チェーンの店舗が併存する府県
- 大阪府 - 新大阪・大阪なんばワシントンホテルプラザ（大阪なんばは閉鎖。新大阪のみ現存）／関西エアポートワシントンホテル
- 福岡県 - 小倉（閉鎖）・博多中州・久留米ワシントンホテルプラザ／キャナルシティ福岡ワシントンホテル

### 過去に併存していたケース
- 新潟県 - 上越ワシントンホテルプラザ（FC契約終了）／新潟・燕三条ワシントンホテル（新潟は閉鎖。燕三条のみ現存）
- 兵庫県 - 神戸・姫路ワシントンホテルプラザ（閉鎖）／宝塚ワシントンホテル（現存）
- 広島県 - 広島ワシントンホテルプラザ／福山ワシントンホテル（いずれも閉鎖）
- 島根県 - 島根浜田ワシントンホテルプラザ（現存）／松江ワシントンホテル（閉鎖）